# Світле (Ковельський район)
Сві́тле — село в Україні, у Поворській сільській громаді Ковельського району Волинської області. Населення становить 38 осіб.
Біля села знаходиться ботанічний заказник загальнодержавного значення Урочище Суничник.
До 1 липня 2016 року село належало до Ситовичівської сільської ради.

## Населення
Згідно з переписом УРСР 1989 року чисельність наявного населення села становила 140 осіб, з яких 62 чоловіки та 78 жінок.
За переписом населення України 2001 року в селі мешкали 103 особи. 100 % населення вказало своєю рідною мовою українську мову.